# Rigiaa
Die Rigiaa ist ein etwa 11 Kilometer langer Wildbach und ein Nebenfluss der Lorze, der einen Grossteil der Rigi im Schwyzer Kantonsteil entwässert und in den Zugersee mündet.

## Geographie

### Verlauf

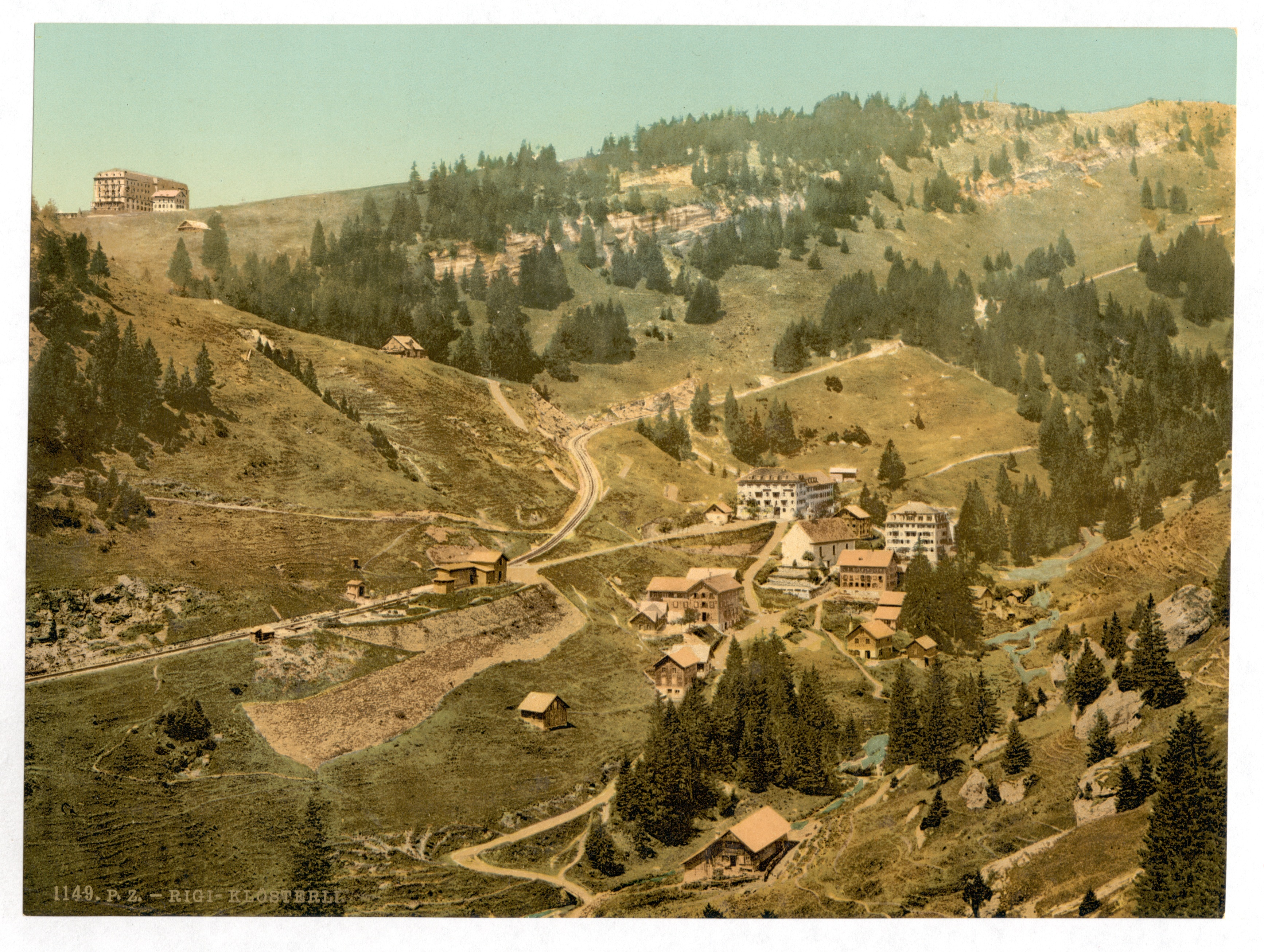
Rigiaa bei Rigi-Klösterli (Ansichtskarte um 1900)

Die Rigiaa entspringt in der Nähe der Bahnstation Rigi Staffel auf etwa 1590 m ü. M. zwischen Rigi Rotstock und Rigi Kulm.  Sie durchfliesst das Tal, durch das die Rigibahn ab Goldau auf die Rigi fährt. Im Tal zwischen Rigi und Rossberg fliesst sie durch die Ortschaften der Gemeinde Arth. Ihr Weg führt zunächst durch Goldau, wo sie die Autobahn A4, die Hauptstrasse 2 und die Gotthardbahn unterquert, dann nach Oberarth und schliesslich nach Arth, wo sie auf etwa 414 m ü. M. im «Aazopf» in den Zugersee mündet.
Der etwa 11 Kilometer lange Lauf des Baches endet ungefähr 1176 Höhenmeter unterhalb der Quelle; er hat somit ein mittleres Sohlgefälle von etwa 11 Prozent.

### Einzugsgebiet
Das Einzugsgebiet des Bachs hat eine Grösse von knapp 18 km², wobei der höchste Punkt im Einzugsgebiet Rigi Kulm auf knapp 1800 m ü. M. liegt. Die mittlere Höhe beträgt 992 m ü. M. und die minimale Höhe 413 m ü. M.
Neben der Rigi werden auch einige Hänge des Rossbergs von der Rigiaa über die Lorze, die Reuss und den Rhein zur Nordsee entwässert.
Das Einzugsgebiet der Rigiaa besteht zu 37,5 % aus bestockter Fläche, zu 49,4 % aus Landwirtschaftsfläche, zu 9,9 % aus Siedlungsfläche, zu 0,7 % aus Gewässerfläche und zu 2,5 % aus unproduktiven Flächen.
Die Flächenverteilung

### Zuflüsse
Zuflüsse von der Quelle zur Mündung mit Name, orographischer Richtungsangabe, Länge in Kilometern, Einzugsgebiet in km², Mündungsort, Mündungshöhe. Die Namen der Bäche stammen aus dem WebGIS des Kantons Schwyz, die Daten aus swisstopo.
- Sandbach[3] (links), 1,2 km, südöstlich der Sandhütte, 1253,3 m ü. M.
- Dossenbach (rechts), 1,6 km, 0,58 km², südwestlich der Malchuskapelle, 1175,3 m ü. M.
- Rothenfluhbach (rechts), 1,8 km, 1,62 km², 949,6 m ü. M.
- Schuttbach (rechts), 3,3 km, 2,15 km², in Goldau, 489,6 m ü. M.
- Kienbach (rechts), 3,0 km, 1,2 km², in Rischi, 464,8 m ü. M.

## Hydrologie
An der Mündung der Rigiaa in den Zugersee beträgt ihre modellierte mittlere Abflussmenge (MQ) 780 l/s. Ihr Abflussregimetyp ist nivo-pluvial préalpin und ihre Abflussvariabilität beträgt 20.